# Darracq C11
La C11 era un'autovettura di fascia alta prodotta nel 1911 dalla Casa automobilistica francese Darracq.

## Profilo
Introdotta all'inizio del 1911, la C11 andava ad inserirsi subito sotto la più grande D11 da oltre 3 litri di cilindrata.
La C11 era una torpedo dalla linea gradevole, equipaggiata da un motore da 2412 cm³.
Non riscosse molto successo e fu uno di quei modelli che delineò per la Casa di Suresnes i sintomi di una grave crisi dalla quale uscirà solo all'inizio del 1914.
E nel frattempo, alla fine del 1911, la C11 fu tolta dalla produzione.